# Кузьминов, Василий Павлович
Василий Павлович Кузьминов (29 апреля 1913, Троицкое, Екатеринославская губерния — 5 мая 1985, Старобешево, Донецкая область) — командир танкового взвода 78-го гвардейского танкового полка 7-го механизированного корпуса 2-го Украинского фронта, гвардии младший лейтенант.

## Биография
Родился 29 апреля 1913 года в селе Троицкое Попаснянского района Луганской области Украины. С 1931 года жил в селе Старобешево Донецкой области Украины. Работал директором Дома культуры.
В Красной армии в 1935—1937 и с 1941 года. В боях Великой Отечественной войны с сентября 1941 года. В 1944 году окончил Казанское танковое училище.
Отличился при освобождении чехословацкого города Брно в апреле 1945 года. Тринадцатью снарядами и огнём пулеметов экипаж его танка уничтожил в бою до 200 солдат и офицеров противника и минометную батарею. За период 14-28 апреля 1945 года гвардии младший лейтенант Василий Кузьминов со своим взводом уничтожил и подбил 12 танков, 2 бронетранспортера, большое количество другой боевой техники и живой силы противника.
15 мая 1946 года за образцовое выполнение боевых заданий командования и проявленные при этом мужество и героизм гвардии младшему лейтенанту Кузьминову Василию Павловичу присвоено звание Героя Советского Союза с вручением ордена Ленина и медали «Золотая Звезда».
С 1946 года В. П. Кузьминов в запасе. Жил в поселке Старобешево Донецкой области Украины. Умер 5 мая 1985 года.